# Dino del Garbo
Dino del Garbo (noto anche come Dino da Firenze, Aldobrandino e in latino Dinus Florentinus; Firenze, 1280 – Firenze, 30 settembre 1327) è stato un medico e filosofo italiano.
Studiò con Taddeo Alderotti a Bologna nel 1295.

## Biografia
Era il figlio di un medico e chirurgo, Bono del Garbo, della ricca famiglia del Garbo di Firenze. Nel 1295, sotto il consiglio del padre, fu allievo a Bologna di Taddeo Alderotti, suo cognato, poi uno dei più importanti rappresentanti di un riorientamento della medicina e filosofia naturale con le opere di Averroè e Avicenna, a cui Dino del Garbo diede un contributo importante. Studiò con Alderotti per un breve periodo, infatti nel 1296 tornò presso la casa paterna a Firenze a seguito della guerra tra Bologna e Ferrara e fino al 1297 fu iscritto, a fianco del padre, nella gilda di Firenze di medici e farmacisti. Nel 1300 le condizioni politiche migliorate gli consentirono di riprendere i suoi studi e si laureò, successivamente si spostò a Bologna, dove conseguì il dottorato negli anni successivi e insegnò dal 1304 al 1306. Quando il legato pontificio Napoleone Orsini scomunicò Bologna nel 1306 e, quindi, escluse i cittadini bolognesi dal frequentare l'università, Dino del Garbo fu, ancora una volta, costretto a lasciare Bologna. Già nel mese di ottobre 1306 era nel comune di Siena, con l'insolitamente alto stipendio di 90 fiorini d'oro come "dotore del chomune di Siena in Scienza e fisicha". Nonostante questo, rimase a Siena solo fino alla primavera del 1309 e si ritiene che saltuariamente si recasse a Bologna nonostante la scomunica, che comunque venne revocata nel 1308. E fu lì che completò il suo commento su una parte del libro IV del Canon di Avicenna, tanto da guadagnare il soprannome di "espositore"
Nel 1311, tornato a Bologna, iniziò la sua  Dilucidatorium totius pratice medicinalis scientie , un commento sul Libro I del Canon. Dopo diversi anni di insegnamento a Padova, a causa del "propter malum statum civitatis Paduae" (come afferma nel suo commento ad Avicenna), riprese a peregrinare tra un'università e l'altra (anche se è un percorso poco chiaro, a causa delle scarse informazioni fornite dai biografi e dell'assenza dei documenti). Nel 1319 tornò a Firenze e completò Dilucidarium. Nel 1321, sulla scia dell'esodo della Facoltà di Medicina e Arti da Bologna a Siena, venne nuovamente nominato dal Comune di Siena, questa volta con uno stipendio annuo esorbitante di 350 fiorini d'oro, più 100 fiorini, perché teneva letture di medicina pratica a casa sua, la sera. Insegnò a Siena fino a 1323 e durante questo periodo lavorò al suo commento al trattamento con piante medicinali nel libro II di Avicenna, Canon, cioè "l'Expositio super canones generales de virtutibus medicamentorum simplicium secundi canonis Avicennae", un lavoro che completò nel 1325 dopo il ritorno a Firenze e che dedicò a Roberto d'Angiò, poiché l'aveva sempre protetto e trattato benevolmente. Realizzò un commento in latino sul poema amoroso Donna mi prega di Guido Cavalcanti, forse nel corso degli ultimi anni trascorsi a Firenze. L'opera è conservata in un manoscritto di Boccaccio ed è stata tradotta in una versione in lingua volgare.
Nel 1305 si sposò e dal matrimonio ebbe un figlio di nome Tommaso, anch'egli medico, e uno di nome Morello. Del Garbo morì poi a Firenze il 30 settembre 1327, senza una malattia evidente, e fu sepolto nel vecchio cimitero di S. Croce, che successivamente venne distrutto.

### Del Garbo medico: commenti e controversie
Villani racconta che nel periodo in cui Del Garbo insegnò a Bologna, a causa dell'invidia dei suoi colleghi, fu accusato di essersi appropriato degli scritti di Torrigiano de' Torrigiani, in particolare del commento a Galeno. Le lezioni di Del Garbo riscuotevano molto successo, allora i suoi colleghi, invidiosi, dettero il compito a un allievo che viveva con il medico di spiarlo; quest'ultimo scoprì che Del Garbo preparava le sue lezioni basandosi sui manoscritti di Torrigiani, che conservava segretamente. Così il plagio fu reso pubblico, addirittura Cecco D'Ascoli ne fece scherno con i suoi allievi, e Del Garbo fu costretto a allontanarsi dalla città. Sia il Tiraboschi che il Colle notarono delle incongruenze cronologiche della vicenda, infatti Torrigiano era coetaneo e collega del medico alla scuola di Aldreotti, e successivamente si fece certosino in tarda età e solo da quel momento, o dopo la sua morte nel 1327, Del Garbo avrebbe potuto prendere i suoi scritti. L'episodio, probabilmente, indica l'atmosfera ostile in cui era immerso Del Garbo a Bologna, per questo è plausibile che decidesse di accettare l'offerta dello Studio di Padova, che dopo la crisi causata dalla guerra contro Enrico VII di Lussemburgo, cercava insegnanti di fama.
Dopo che nel 1319 tornò a Firenze, incontrò Albertino Mussato in preda a un malanno, che probabilmente aveva conosciuto in precedenza a Padova e che era a Firenze in veste di ambasciatore di Padova. Villani riporta che a Firenze, sua città natale, la sua immagine di "dottore in fisica e in più di scienze naturali e filosofiche" si riprese dai colpi bassi inflitti dai bolognesi; mostra un ritratto cordiale di Del Garbo, sapiente ma non scontroso, con un atteggiamento affidabile e umano nel visitare i malati, che cercava di capire i segreti della natura e molto disponibile, questa era la maniera in cui appariva ai cittadini. Fu descritto come una persona arguta in due episodi riportati da Petrarca, che non conosceva direttamente, ma che aveva avuto contatti con Tommaso Del Garbo; presso un cimitero, rispose a dei vecchi che lo volevano schernire con queste parole: "Questa disputa è ingiusta, qui: infatti voi siete più coraggiosi perché siete a casa vostra" (Rerum memorandum libri, II, 60, risposta simile a quella di Guido Cavalcanti nel Decameròn, VI, 9). Un altro episodio, invece, fu la volta in cui un uomo prendeva in giro il suo piccolo cavallo dicendogli: "u gli insegni a camminare, ma dove hai imparato quest'arte?", e il medico rispose: "A casa tua".
Quanto tornò a Firenze, nel 1325, scrisse le "Recollectiones in Hippocratem de natura foetus", pubblicata a Venezia nel 1502 con la "Expositio super capitula de generatione embryonis" del figlio Tommaso, e la "Expositio in Avicennae capitulum de generatione embrionis" di Giacomo Della Torre.
Lo scritto di Dino del Garbo mostra quanto fosse dipendente dall'astrologia araba, e distingue l'anatomia dalla fisiologia. Indaga la causa delle malattie ereditarie, dicendo che dipendono da un vizio organico del cuore, dal quale ha origine lo spirito che il seme del padre trasmette al nascituro. Tratta anche di argomenti molto discussi dai medici del secolo, come la trasmissione dell'intelligenza tra generazioni, dell'origine del calore animale e della nascita di piante e animali per fermentazione. Del Garbo disse nell'Expositio che tornò a Firenze non per la crisi dello studio Senese, ma per altri motivi di cui non si hanno documentazioni; non è documentata neanche la sua improbabile presenza alla corte papale di Avignone sotto papa Giovanni XXII, di cui si pensa si sarebbe occupato e che lo avrebbe ricompensato di onori e ricchezze (secondo il Marini). Invece per il Tiraboschi e il Colle, il medico non sarebbe mai uscito dall'Italia, mentre De Sade dice che proprio ad Avignone Del Garbo avrebbe incontrato Cecco d'Ascoli. Quest'ultimo è il motivo della seconda grave colpa di cui il medico, insieme al figlio Tommaso, fu macchiato dopo il plagio già nominato. Cecco venne allontanato da Bologna e sospeso dall'insegnamento poiché accusato di eresia, successivamente giunse a Firenze con la fama di mago e negromante, al servizio del duca Carlo di Calabria. Cecco aveva scritto "Commentarii in Sphaeram Mundi Ioannis de Sacrobosco", che si ritiene fosse il libro che egli portò sul rogo, libro che fu aspramente criticato da Del Garbo e dal figlio che, come riferisce Mazzuchelli, "gravemente accesi di rabbia e d'odio contro di lui", perché invidiosi che d'Ascoli fosse preferito come medico dal duca Carlo. I due Del Garbo, quindi, lo accusarono di fronte al vescovo d'Aversa e successivamente lo denunciarono all'inquisizione; questo spinse il duca di Calabria ad allontanare Cecco dalla sua corte e dopo fu arrestato dall'inquisitore Accursio Bonfantini: l'accusa era di essere "alieno dal vero dogma della fede". Cecco d'Ascoli fu bruciato sul rogo il 16 settembre 1327. Ammirato disse che era evidente la responsabilità di Del Garbo in questa condanna, per invidia e non per motivi religiosi, ipotesi accettata anche da Davidsohn. Del Garbo morì poco dopo l'esecuzione di Cecco e questo è stato successivamente attribuito ad un leggendario incantesimo di vendetta lanciato da Cecco.

## Opere
La figura di Del Garbo campeggia nel XIV secolo, se non come il più grande medico di Firenze, sicuramente come quello più nominato, sia nel bene che nel male, a prescindere dal valore che possono avere le sue opere a livello della storia della medicina, infatti rappresentava, nell'opinione comune, il tipo ideale di medico, sia con i suoi pregi, che con i suoi difetti.
Tra le opere che sicuramente possiamo attribuirgli ci sono ricettari, commenti e trattati. Tra i vari, ci sono i "Super IV Fen primi Avicennae praeclarissima commentaria, quae Dilucidatorium totius practicae generalis medicinalis scientiae noncupatur" (Venetiis 1514), dedicati agli studenti bolognesi che l'avevano seguito a Siena; "Chirurgia cum tractatu eiusdem de ponderibus et mensuris nec non de emplastris et unguentis" (Ferrariae 1485, Venetiis 1536) insieme ad un trattato sulla lebbra di Gentile da Foligno e uno sulle giunture ossee di Gentile da Firenze, ampio commento ad Avicenna e ad altri medici arabi come Abū l-Qāsim az-Zahrāwī e ar-Rāzī. In questo e in altri testi, rileva molte inesattezze di Avicenna e parla con tono di ammirazione dei medici greci. Gli è stato attribuito "De coena et prandio" (Romae 1545), che invece è stato scritto da Andrea Turrino. Altre opere invece non sono state stampate, per esempio "De militia complexionis diversae" (Vat. lat. 4454, cc. 50-52v e Vat. lat. 4464, cc. 74-82), una "quaestio" sulla flebotomia secondo Ugo da Siena (Bergamo, Biblioteca civica, ms. Lambda I, 17), "Recolectiones super cirurgia Avicennae" (Modena, Bibl. Estense, Fondo Estense, ms. 710, Alpha V, 7, 21), Tractatus podagre (San Candido, Bibl. della Collegiata, ms. VIII, b, 15). E non va dimenticato il commento alla canzone "Donna mi prega" di Guido Cavalcanti: "Scriptum super cantilena Guidonis de Cavalcantibus" (Bibl. Apost. Vat., Chig. lat., V, 176; un'ediz. a stampa, col titolo "De natura et motu amoris venereis cantio cum enarratione Dini de Garbo", Venetiis 1498, è introvabile). Il commento di Del Garbo riguardo alla canzone considera l'amore da un punto di vista patologico, come passione venerea, e anche se a volte tende a sovrapporsi alla canzone, esponendo le idee sull'amore di se stesso, che quelle di Guido, resta un importante documento della cultura del tempo. Del Garbo suddivide il testo in tre parti: nella prima (vv. 1-14) "si dimostra quante e che sono le cose, che dello amore si dicono"; nella seconda (vv. 15-69) parla "di quelle, che esser ne determina"; nella terza, la chiusa (vv. 70-74) "dimostra la sufficienza di quelle cose, ch'egli ha dette". Nella seconda parte, la più importante, si segue la dimostrazione di Guido sulle otto caratteristiche dell'amore: dove si produce (nella memoria, anzi nell'appetito sensitivo); chi lo genera (la disposizione naturale del corpo e gli influssi degli astri); quale virtù abbia, dato che è passione d'appetito; i suoi effetti, che giungono fino alla morte, quando impedisce le operazioni della virtù vegetativa; la sua essenza di passione oltre i termini naturali; le alterazioni che provoca (infermità, malinconia ecc.); che spinge a parlare di esso, dato che non si può celare la passione; infine se l'amore si dimostri visibilmente o non. È evidente che Del Garbo parli come medico, anche se non cita l'autorità di medici ma di filosofi, da Aristotele ad Avicenna e ad altri arabi come Alī ibn al-'Abbās; da rigoroso arabista, cita Aristotele solo quando è accettato dagli arabi. Per lui l'amore è una malattia, una passione dell'appetito, che può causare a sua volta molte altre malattie, e per questo va curata, con la dimenticanza e l'allontanamento. Come in altre sue opere, anche in questa è evidente l'influsso dell'astrologia araba, come nell'affermazione che l'"accidente fero" di Guido è il maligno influsso di Marte, in congiunzione col Toro e la Bilancia, quando si trova nella "casa" di Venere.

### Elenco delle opere
- Dynus super quarta Fen primi : cum tabula. - Venezia: Lucas Antonius Giunta Florentinus, 1522. Digitised edition from Universitäts- und Landesbibliothek Düsseldorf
- Expositio super tertia, quarta, et parte quintae fen IV. libri Avicennae. - Venezia: Johann Hamann für Andreas Torresanus, 4 dicembre 1499.Digitised edition from Universitäts- und Landesbibliothek Düsseldorf
- Dilucidatorium totius pratice medicinalis scientie
- Expositio super canones generales de virtutibus medicamentorum simplicium secundi canonis Avicennae (Venezia 1514)
- Recollectiones in Hippocratem de natura foetus
- Dilucidatorium Avicennae(Ferrariae 1492)
- Expositio super parte quintae Fen quarti Canonis Avicennae(pubblicata a Ferrara nel 1489 da André Beaufort)
- Super IV Fen primi Avicennae praeclarissima commentaria, quae Dilucidatorium totius practicae generalis medicinalis scientiae noncupatur (Venezia 1514)
- Chirurgia cum tractatu eiusdem de ponderibus et mensuris nec non de emplastris et unguentis (Ferrariae 1485, Venezia 1536)
- De militia complexionis diversae (Vat. lat. 4454, cc. 50-52v e Vat. lat. 4464, cc. 74-82) di cui un saggio è pubblicato da Puccinotti (II, pp. 89–106)
- Recolectiones super cirurgia Avicennae (Modena, Bibl. Estense, Fondo Estense, ms. 710, Alpha V, 7, 21)
- De generatione embrionis